# Sintra / Cascais
Sintra / Cascais este o arie protejată (sit de importanță comunitară — SCI) din Portugalia întinsă pe o suprafață de 16.631,88 ha, integral pe uscat.

## Localizare
Centrul sitului Sintra / Cascais este situat la coordonatele 38°45′49″N 9°27′24″W / 38.7637°N 9.4566°V.

## Înființare
Situl Sintra / Cascais a fost declarat sit de importanță comunitară în iunie 1997 pentru a proteja 11 specii de plante și 62 de specii de animale.

## Biodiversitate
Situată în ecoregiunile marină Atlantică și mediteraneană, aria protejată conține 27 de habitate naturale: Bancuri de nisip acoperite în permanență slab de apă marină, Recifuri, Vegetație anuală la limita mareei, Faleze cu vegetație de Limonium spp. endemic de pe coastele mediteraneene, Dune mobile cu vegetație embrionară, Dune mobile de-a lungul țărmului cu Ammophila arenaria („dune albe”), Dune de coastă fixe cu vegetație erbacee („dune gri”), Dune cu vegetație ierboasă Malcolmietalia, Dune de coastă cu Juniperus spp., Dune cu tufărișuri sclerofile Cisto-Lavenduletalia, Dune împădurite cu Pinus pinea și/sau Pinus pinaster, Râuri mediteraneene cu debit permanent cu specii de Paspalo-Agrostidion și galerii riverane de Salix și de Populus alba, Râuri mediteraneene cu debit intermitent, cu specii de Paspalo-Agrostidion, Pajiști uscate europene, Matorral arborescenți cu Juniperus spp., Matorral arborescenți cu Laurus nobilis, Tufărișuri termo-mediteraneene și de pre-deșert, Pajiști uscate seminaturale și facies de acoperire cu tufișuri pe substraturi calcaroase (Festuco-Brometalia) (* situri importante pentru orhidee), Pajiști umede mediteraneene cu ierburi înalte de Molinio-Holoschoenion, Pante stâncoase silicioase cu vegetație casmofită, Peșteri marine scufundate complet sau parțial, Păduri de stejar galițio-portugheze cu Quercus robur și Quercus pyrenaica, Păduri iberice de Quercus faginea și Quercus canariensis, Galerii de Salix alba și de Populus alba, Galerii și tufărișuri riverane sudice (Nerio-Tamaricetea și Securinegion tinctoriae), Păduri de Quercus suber, Păduri de Quercus ilex și Quercus rotundifolia.
La baza desemnării sitului se află mai multe specii protejate:
- plante (11): armeria pseudarmeria (Armeria pseudoarmeria), Dianthus cintranus subsp. cintranus, Herniaria maritima, Iberis procumbens subsp. microcarpa, Jonopsidium acaule, Juncus valvatus, Limonium multiflorum, Omphalodes kuzinskyanae, Rhynchosinapis erucastrum subsp. cintrana, Silene longicilia, Verbascum litigiosum
- păsări (49): ciocârlie-de-câmp (Alauda arvensis), alca (Alca torda), pescăruș albastru (Alcedo atthis), fâsă de luncă (Anthus pratensis), fâsă de pădure (Anthus trivialis), lăstunul mare (Apus apus), Apus pallidus, pietruș (Arenaria interpres), buha (Bubo bubo), Calonectris diomedea, Catharacta skua, chirighiță neagră (Chlidonias niger), șerpar (Circaetus gallicus), erete de stuf (Circus aeruginosus), cuc (Cuculus canorus), lăstun de casă (Delichon urbica), măcăleandru (Erithacus rubecula), șoim călător (Falco peregrinus), scoicar (Haematopus ostralegus), Hieraaetus fasciatus, acvilă pitică (Hieraaetus pennatus), rândunică (Hirundo rustica), Hydrobates pelagicus, Larus marinus, pescăruș-cu-cap-negru (Larus melanocephalus), pescăruș râzător (Larus ridibundus), forfecuță gălbuie (Loxia curvirostra), privighetoare (Luscinia megarhynchos), sula bassana (Morus bassanus), codobatură galbenă (Motacilla alba), codobatură de munte (Motacilla cinerea), codobatura galbenă (Motacilla flava), ploier auriu (Pluvialis apricaria), Prunella collaris, Ptyonoprogne rupestris, Puffinus puffinus, Puffinus puffinus mauretanicus, Rissa tridactyla, sitar de pădure (Scolopax rusticola), lup de mare mic (Stercorarius parasiticus), chiră mică (Sterna albifrons), chiră de baltă (Sterna hirundo), chiră de mare (Sterna sandvicensis), turturică (Streptopelia turtur), silvie de tufiș (Sylvia undata), Tachymarptis melba, sturzul viilor (Turdus iliacus), sturz-cântător (Turdus philomelos), pupăză (Upupa epops)
- amfibieni (1): Discoglossus galganoi
- mamifere (5): vidră de râu (Lutra lutra), liliac comun (Myotis myotis), liliacul mediteranean cu potcoavă (Rhinolophus euryale), liliacul mare cu potcoavă (Rhinolophus ferrumequinum), liliacul mic cu potcoavă (Rhinolophus hipposideros)
- nevertebrate (3): fluturele auriu (Euphydryas aurinia), rădașcă (Lucanus cervus), Oxygastra curtisii
- pești (2): Chondrostoma lusitanicum, Cobitis paludica
- reptile (2): Lacerta schreiberi, Mauremys leprosa

Pe lângă speciile protejate, pe teritoriul sitului au mai fost identificate 28 de specii de plante, 6 specii de amfibieni, 9 specii de mamifere, 2 specii de pești, 6 specii de reptile.